# 亮兵镇
亮兵镇，是中华人民共和国吉林省延边朝鲜族自治州安图县下辖的一个乡镇级行政单位。

## 行政区划
亮兵镇下辖以下地区：
裕民社区、亮兵村、南沟村、东明村、河北村、会财村、碱场村、大西村、凤栖村、新胜村、新成村、普光村、东林村和青林村。